# Čongarski tjesnac
Čongarski tjesnac je kratki, plitki, uski tjesnac koji razdvaja istočni i zapadni dio Sivaša, plitki lagunski sustav koji odvaja Krim od kopna, istočno od Perekopske prevlake.

## Pregled
Tjesnac je dug oko 300 metara, a širina mu varira od 80 do 150 metara. More u tjesnacu pliće je od 3 metra. Tjesnac dijeli poluotok Čongar na sjeveru (na ukrajinskom, na njemu je selo Čongar) od poluotoka Tup-Dzhankoi na jugu (na Krimu). Dva mosta prelaze tjesnac. Na jednom je ukrajinska autocesta M18, koja je dio europske rute E105 od sjeverne Norveške do Jalte. Drugi most je napušten.
Tijekom ruskog građanskog rata Čongarski tjesnac bio je jedno od mjesta napada tijekom akcije Perekop-Čongar u studenom 1920. godine, a prešla ga je sovjetska 30. streljačka divizija. Operacija je rezultirala sovjetskim zauzimanjem Krima i prisilila na konačnu evakuaciju Wrangelove Bijele armije i kraj građanskog rata na jugu.
Od aneksije Krima od strane Ruske Federacije 2014. tjesnac Chongar čini dio faktičke granice između Ukrajine i Republike Krim i militariziran je.